# سوزان سیلو
سوزان سیلو (انگلیسی: Susan Silo؛ زادهٔ ۲۷ ژوئیهٔ ۱۹۴۲) یک هنرپیشه، و خواننده اهل ایالات متحده آمریکا است.

## گزیده فیلمشناسی
از فیلم‌ها، بازی‌ها یا برنامه‌های تلویزیونی که وی در آن نقش داشته‌است می‌توان به آثار زیر اشاره کرد.
- دود اسلحه
- بتمن (مجموعه تلویزیونی)
- غرب وحشی وحشی (مجموعه تلویزیونی)
- بونانزا
- دارای اسلحه - آماده سفر
- آلفرد هیچکاک تقدیم می‌کند
- افسانه کورا
- خانواده آدامز (مجموعه پویانمایی ۱۹۹۲)
- ماسک (پویانمایی)
- خدای جنگ ۲
- آخرین بازمانده از ما
- مکس دیوانه (بازی ویدئویی ۲۰۱۵)
- خرابکار (بازی ویدئویی)